# Мустафа Калемлі
Мустафа Калемлі (народився 26 березня 1943 року) — турецький лікар і політик, який служив міністром уряду та спікером Великих національних зборів Туреччини.

## Раннє життя і кар'єра
Мустафа Калемлі народився в місті Тавшанли (Tavşanlı), провінція Кютаг'я, Туреччина. Мустафа Калемлі навчався в початковій та середній школі в Тавшанлі й закінчив середню школу в Ескішехірі. Після закінчення медичного факультету університету Анкари в 1967 році, його прийняли асистентом в Інституті урології цього ж університету. У 1972 році Калемлі став лікарем-спеціалістом з урології. Між 1976 та 1978 роками він працював на різних посадах в Міністерстві охорони здоров'я. У 1978 році він провів дослідження в галузі андрології та ниркової трансплантації в Лікарні Еппендорф Гамбурзького університету в Західній Німеччині.
Мустафа Калемлі допоміг заснувати університет Акденіз (Akdeniz University) в Анталії та очолив Інститут урології після того, як став доцентом Анкарського університету в 1978 році.
Заснувавши Соціальний страховий госпіталь в Тавшанлі, він служив його головним лікарем. У 1983 році Калемлі очолив клініку урології в госпіталі Бука.

## Політика
У політику прийшов, приєднавшись до новоствореної Партії Батьківщини (ANAP). Калемлі був обраний до парламенту як депутат Кютаг'я після загальних виборів 1983 року, що відбулися 6 листопада. З 14 грудня 1983 року по 17 жовтня 1986 року він обіймав посаду міністра праці та соціального забезпечення, а з 17 жовтня 1986 року по 21 грудня 1987 року — міністра охорони здоров'я та соціальної допомоги в уряді Тургута Озала.
На загальних виборах 1987 року, що відбулися 29 жовтня, він був переобраний вдруге депутатом Кютаг'я. Був призначений міністром внутрішніх справ з 22 грудня 1987 року по 30 березня 1989 року.
У кабінеті Месута Їлмаза він вдруге обіймав посаду міністра внутрішніх справ з 24 червня 1991 року до 26 серпня 1991 року, коли був призначений до новоствореного Міністерства лісів. На цій посаді він працював до 20 листопада 1991 року.
Мустафа Калемлі був переобраний на загальних виборах 1995 року, що відбулися 24 грудня. 25 січня 1996 року парламент обрав його спікером, на цій посаді він перебував до 30 вересня 1997 року.

## Особисте життя
Мустафа Калемлі одружений і має двох дочок, в тому числі Шебнем Калемлі (Sebnem Kalemli-Ozcan).

## Вшанування
Його ім'ям названа лікарня в Тавшанли.